# Adrian Lyne
Adrian Lyne (* 4. März 1941 in Peterborough, Cambridgeshire) ist ein britischer Filmregisseur.

## Karriere
Lyne begann seine Karriere als Werbefilmer und drehte 1980 mit Jeanies Clique seinen ersten Film. Es folgten der Hit Flashdance (1983) um eine Schweißerin, die an einer Ballettschule angenommen werden will, und der laszive Erotik-Streifen 9½ Wochen (1986). Der Thriller Eine verhängnisvolle Affäre (1987) erreichte sechs Oscarnominierungen, unter anderem für die beste Regie. Sein Gespür für das Erfolgspotential von Starbesetzungen in provokativen Filmen über Sexualität ließen ihn in der Folge weitere Filme mit diesen Schwerpunkten drehen: Ein unmoralisches Angebot (1993), eine weitere Lolita-Verfilmung nach Vladimir Nabokov (1997) sowie das erfolgreiche Drama Untreu um Betrug und Eifersucht in der Ehe, das der Hauptdarstellerin Diane Lane eine Oscar-Nominierung einbrachte. Bei dieser Neuverfilmung von Claude Chabrols Die untreue Frau war er auch als Produzent beteiligt. Scheinbar aus der Reihe fällt der Film Jacob’s Ladder (1990) über einen Mann mit Todeserfahrungen. Im März 2022 wurde Tiefe Wasser veröffentlicht, seine Verfilmung des im Jahr 1957 erschienenen gleichnamigen Romans von Patricia Highsmith.

## Filmografie (Regie)
- 1976: Mr. Smith
- 1980: Jeanies Clique (Foxes)
- 1983: Flashdance
- 1986: 9½ Wochen (Nine ½ Weeks)
- 1987: Eine verhängnisvolle Affäre (Fatal Attraction)
- 1990: Jacob’s Ladder – In der Gewalt des Jenseits (Jacob’s Ladder)
- 1993: Ein unmoralisches Angebot (Indecent Proposal)
- 1997: Lolita
- 2002: Untreu (Unfaithful)
- 2022: Tiefe Wasser (Deep Water)

## Auszeichnungen
- Für seinen Film Eine verhängnisvolle Affäre wurde er für einen Oscar, den Golden Globe, und den Directors Guild of America Award nominiert.
- Der Film Flashdance gewann den Blue Ribbon Award und den Hochi Film Award und erhielt eine Nominierung für den Golden Globe.
- Jacob's Ladder gewann beim Avoriaz Fantastic Film Festival sowohl den Audience Award als auch den Critics Award.
- Lyne wurde für eine Goldene Himbeere als schlechteste Regieleistung in Ein unmoralisches Angebot nominiert.